# Tornado en Nueva York
Tornado en Nueva York (título original: NYC: Tornado Terror) es un telefilme de catástrofe canadiense de 2008 dirigido por Tibor Takács y protagonizado por Nicole de Boer y Sebastian Spence.

## Argumento
Lo que parecen ser pequeños torbellinos y remolinos de polvo inofensivos resultan ser el precursor de algo más mortal, un Supertornado causado por el calentamiento global, que termina amenazando la existencia misma de la ciudad de Nueva York. 
La experta meteoróloga Cassie Lawrence, consciente de lo que va a ocurrir, empieza a luchar con todas sus fuerzas para evitarlo con la ayuda de su marido y vicealcalde Jim Lawrence teniendo además que luchar contra gente que obstaculiza su trabajo al respecto, porque no toman sus advertencias en serio.

## Reparto
| Actor            | Papel               |
| ---------------- | ------------------- |
| Nicole de Boer   | Cassie Lawrence     |
| Sebastian Spence | Jim Lawrence        |
| Jerry Wasserman  | Alcalde Leonardo    |
| Winston Rekert   | Dr. Lars Liggenhorn |
| Colby Johannson  | Brian Flynn         |
| Tegan Moss       | Lori Lawrence       |
| Jill Morrison    | Lucy                |
| Jennifer Copping | Maggie Flynn        |

## Producción
En 2007, Nueva York fue azotada por un gigantesco tornado que devastó partes de la ciudad, sobre todo Brooklyn. Inspirado en ese acontecimeinto, se hizo este telefilme un año después.

## Recepción
En el presente, la producción cinematográfica ha sido valorada en portales cinematográficos. En IMDb, por ejemplo, con aproximadamente 1300 votos registrados, la película obtiene una media ponderada de 3,6 sobre 10. En cuanto a Rotten Tomatoes, con más de 250 votos registrados, la película obtiene allí una media ponderada de 2,2 sobre 5.